# Punt op oneindig
In de projectieve meetkunde wordt het begrip punt op oneindig gehanteerd om twee duidelijk verschillende begrippen uit de "gewone" affiene meetkunde, namelijk punten en richtingen, op dezelfde manier te kunnen behandelen.
Punten kunnen in het oneindige twee verschillende rollen spelen. Ze kunnen worden gebruikt om de projectieve ruimte te construeren aan de hand van begrippen uit de affiene meetkunde. als daarentegen de projectieve ruimte a priori wordt gegeven, door een onafhankelijke constructie of met axiomas, dan levert de willekeurige keuze van één projectief hypervlak, genaamd de "verzameling der punten op oneindig", de affiene ruimte op als "deelruimte" van de projectieve ruimte. Dat zijn met name alle punten die niet in het oneindige liggen.

## Voorbeeld van definitie
Zij {\displaystyle \pi } de verzameling van alle punten van het Euclidische vlak. Zij {\displaystyle \rho } de verzameling van alle richtingen. We herinneren eraan dat een richting bestaat uit alle lijnen, die met een gegeven lijn evenwijdig lopen.
Definieer het projectieve vlak {\displaystyle {\overline {\pi }}} als de vereniging {\displaystyle \pi \cup \rho ,} met de volgende meetkundige structuur. De rechten in {\displaystyle {\overline {\pi }}} zijn ofwel een lijn in {\displaystyle \pi ,} uitgebreid met het singleton dat haar eigen richting bevat, ofwel {\displaystyle \rho } zelf, die we de rechte op oneindig dopen.
Men gaat gemakkelijk na dat in dit model van het projectieve vlak de volgende regels gelden:
1. Door elk paar punten gaat precies één rechte
2. Elk paar rechten snijdt in precies één punt

Door richtingen op te vatten als bijzondere gevallen van punten, ontdoet men zich van de bijzondere onderlinge stand "evenwijdige rechten". Een groot aantal stellingen zijn daardoor eenvoudiger te formuleren.

## Topologie
In de topologie is geen algemeen geldige notie van evenwijdigheid beschikbaar. Toch bestaan er constructies om aan een gegeven topologische ruimte punten toe te voegen, met als resultaat een nieuwe topologische ruimte die niet langer bijzondere regels "op oneindig" moet hanteren. Dergelijke constructies heten meestal compactificatie, omdat de nieuwe, eenvoudigere ruimte topologisch compact is.